# Hugh Jackman
Hugh Jackman, celým jménem Hugh Michael Jackman (* 12. října 1968 v Sydney, Nový Jižní Wales, Austrálie) je australský herec, producent, zpěvák a tanečník.
Získal mezinárodní uznání za své významné role, zejména v akčních, historických a romantických filmech. Proslul svojí rolí Wolverina v sérii X-Men, stejně jako svými hlavními rolemi ve filmech Kate a Leopold, Van Helsing, Dokonalý trik, Austrálie a Ocelová pěst. Své pěvecké schopnosti předvedl například ve filmu Největší showman.
Již třikrát moderoval předávání cen Tony a 22. února 2009 také moderoval předávání Oscarů.

## Životopis
Narodil se v Sydney, v Novém Jižním Walesu jako nejmladší z pěti dětí Angličanů Chrise Jackmana a Grace Watsonové. Narozený v Austrálii byl jako druhý. Má ještě mladší polorodou sestru z matčina druhého manželství. Jeden z jeho praprarodičů z otcovy strany byl řeckého původu. Jeho rodiče se rozvedli, když mu bylo 8 let. Zůstal s otcem a sourozenci v Austrálii, zatímco jeho matka se vrátila zpátky do Anglie.
Jako dítě rád pobýval venku, trávil hodně času na pláži, s otcem a sourozenci často kempovali a jezdili na dovolenou po celé Austrálii. Chtěl procestovat celý svět, při jednom rozhovoru řekl: "Trávil jsem celé noci pozorováním atlasů. Rozhodl jsem se, že chci být šéfkuchařem v letadle. Letadlem jsem už tehdy totiž letěl a na palubě jídlo měli, tak jsem předpokládal, že tam musí být i šéfkuchař a že by to byla ideální práce."
Chodil na základní školu Pymble Public School a poté na střední chlapecké gymnázium Knox Grammar School, kde roku 1985 zazářil ve školním zpracování muzikálu My Fair Lady. Po odmaturování pracoval rok na škole Uppingham School v Anglii. Když se vrátil zpátky do Sydney, kde studoval Technologickou univerzitu, a roku 1991 získal titul bakaláře z komunikací. V posledním ročníku na univerzitě se zapojil do kurzu herectví. Zahrál si tam hlavní roli ve hře Vyrozumění Václava Havla. Později poznamenal, že "se v tom týdnu cítil mezi těmito lidmi lépe, než za celé tři roky na univerzitě."

## Osobní život
11. dubna 1996 si vzal australskou herečku Deborru-Lee Furnes. Seznámili se při natáčení australského TV seriálu Corelli. On sám pro ni osobně navrhl snubní prsten, na kterém je napsáno v sanskrtu "Om paramar mainamar", což v překladu do češtiny znamená "zasvěcujeme náš svazek manželský většímu zdroji".
Deborra-Lee prodělala dva potraty, načež adoptovali dvě děti, Oscara Maximilliana (* 15. května 2000) a Avu Eliot (* 10. července 2005).

## Zmínky v populární kultuře
- Časopisem People byl zvolen nejvíce sexy mužem planety za rok 2008.

- V komediálním dramatu Scrubs: Doktůrci, který vysílá americká TV stanice American Broadcasting Company patří mezi vynikající vtípky nenávist postavy Dr.Coxe (hraje ho John C. McGinley) vůči Jackmanovi.

- V 7. sérii amerického seriálu Napálené celebrity je navedli, aby si myslel, že vyhodil do povětří dům režiséra Bretta Rautnerse .

- V 6. sérii v 13. díle TV seriálu Will a Grace se postava Jack McFarland (hraje ho herec Sean Hayes) zmíní, že se chystá jít do kina na muzikál The Boy from Oz , protože se nemůže dočkat, až ho v něm uvidí. Později diskutuje o tom, že ho chce zažalovat kvůli tomu, že mu ukradl taneční pohyby.

## Ocenění
- Byl jmenován velvyslancem dobré vůle v Soulu, Jižní Koreji od 10. dubna 2009.
- Hollywoodský chodník slávy - svoji hvězdu zde má od 21. dubna 2009.

## Filmografie

### Film
| Rok  | Název                          | Role                                   | Poznámky               |
| ---- | ------------------------------ | -------------------------------------- | ---------------------- |
| 1999 | Halířový román                 | Jack Willis                            |                        |
| 1999 | Erskineville Kings             | Wace                                   |                        |
| 2000 | X-Men                          | Logan/Wolverine                        |                        |
| 2001 | Kate a Leopold                 | Leopold                                |                        |
| 2001 | Animální přitažlivost          | Eddie                                  |                        |
| 2001 | Swordfish: Operace Hacker      | Stanley Jobson                         |                        |
| 2003 | X-Men 2                        | Logan/Wolverine                        |                        |
| 2004 | Van Helsing: Londýnská mise    | Gabriel Van Helsing (hlas)             |                        |
| 2004 | Van Helsing                    | Gabriel Van Helsing                    |                        |
| 2005 | Příběhy ztracených duší        | Roger                                  |                        |
| 2006 | Dokonalý trik                  | Robert Angier                          |                        |
| 2006 | Spláchnutej                    | Roddy (hlas)                           |                        |
| 2006 | X-Men: Poslední vzdor          | Logan/Wolverine                        |                        |
| 2006 | Sólokapr                       | Peter Lyman                            |                        |
| 2006 | Happy Feet                     | Memphis (hlas)                         |                        |
| 2006 | Fontána                        | Tomas/Tommy/Tom Creo                   |                        |
| 2007 | Viva Laughlin                  | Nicky Fontana                          | také výkonný producent |
| 2008 | Podvod                         | Wyatt Bose                             | také producent         |
| 2008 | Austrálie                      | honák dobytka                          |                        |
| 2008 | Uncle Jonny                    | Uncle Russell                          |                        |
| 2008 | The Burning Season             | Komentátor                             | Dokumentární film      |
| 2009 | X-Men Origins: Wolverine       | Logan/Wolverine                        | také producent         |
| 2011 | Ocelová pěst                   | Charlie Kenton                         |                        |
| 2011 | Snow Flower and the Secret Fan | Arhur                                  |                        |
| 2011 | X-Men: První třída             | Logan/Wolverine                        |                        |
| 2011 | Máslo                          | Boyd Bolton                            |                        |
| 2012 | Legendární parta               | Bunnymund (velikonoční zajíček) (hlas) |                        |
| 2012 | Bídníci                        | Jean Valjean                           |                        |
| 2013 | Wolverine                      | Logan/Wolverine                        | také producent         |
| 2013 | Mládeži nepřístupno            | Davis                                  |                        |
| 2014 | That Sugar Film                | Sám sebe                               | Dokument               |
| 2014 | Dukale's Dream                 | Sám sebe                               | Dokument               |
| 2014 | Noc v muzeu: Tajemství hrobky  | Sám sebe                               | Cameo                  |
| 2014 | X-Men: Budoucí minulost        | Logan/Wolverine                        |                        |
| 2015 | Pan                            | Blackbeard                             |                        |
| 2015 | Já, Earl a holka na umření     | Sám sebe (hlas)                        |                        |
| 2015 | Chappie                        | Vincent Moore                          |                        |
| 2016 | X-Men: Apokalypsa              | Logan/Weapon X/Wolverine               | cameo                  |
| 2016 | Orel Eddie                     | Bronson Peary                          |                        |
| 2017 | Největší showman               | P.T. Barnum                            |                        |
| 2017 | Logan: Wolverine               | James Logan Howlett/Wolverine/X-24     |                        |
| 2018 | Deadpool 2                     | Logan/Wolverine                        | archivní záběry        |
| 2018 | Hlavní kandidát                | Gary Hart                              |                        |
| 2019 | Hledá se Yetti                 | Sir Lionel Frost (hlas)                |                        |
| 2019 | Špatné vychování               | Frank Tassone                          |                        |
| 2021 | Free Guy                       | Maskovaný hráč                         |                        |
| 2021 | Reminiscence                   | Nick Bannister                         |                        |
| 2022 | Syn                            | Peter Miller                           |                        |
| 2024 | Deadpool & Wolverine           | Logan/Wolverine                        |                        |

### Televize
| Rok        | Název                    | Role               | Poznámky                             |
| ---------- | ------------------------ | ------------------ | ------------------------------------ |
| 1994       | Law of the Land          | Charles McCray     | díl: „Win, Lose and Draw“            |
| 1995       | Vesničtí poldové         | Brady Jackson      | díl: „Just Desserts“                 |
| 1995       | Corelli                  | Kevin Jones        | hlavní role, 10 dílů                 |
| 1996       | The Man from Snowy River | Duncan Jones       | 5 dílů                               |
| 2001       | Saturday Night Live      | Sám sebe           | díl: „Hugh Jackman/Mick Jagger“      |
| 2007       | Viva Laughlin            | Nicky Fontana      | díl: „Pilot“, také výkonný producent |
| 2010       | Sezame, otevři se        | sám sebe           | díl: „Tribute to Number Seven“       |
| 2011, 2014 | WWE Raw                  | sám sebe/moderátor | díly: „955“ a „1,091“                |
| 2013       | Top Gear                 | sám sebe           | díl: „20.4“                          |
| 2013       | Christmas in Washington  | sám sebe/moderátor | TV speciál                           |

### Divadlo
| Rok  | Název                              | Role          | Poznámky      |
| ---- | ---------------------------------- | ------------- | ------------- |
| 1994 | The Season at Sarsaparilla         | neznámá       | Austrálie     |
| 1994 | Thark                              | neznámá       | Austrálie     |
| 1995 | Kráska a zvíře                     | Gaston        | Austrálie     |
| 1996 | Sunset Boulevard                   | Joe Gillis    | Austrálie     |
| 1998 | Oklahoma!                          | Curly McLain  | West End      |
| 2002 | Carousel                           | Billy Bigelow | Mimo-Broadway |
| 2003 | The Boy from Oz                    | Peter Allen   | Broadway      |
| 2006 | The Boy from Oz: The Arena Musical | Peter Allen   | Austrálie     |
| 2009 | A Steady Rain                      | Denny         | Broadway      |
| 2011 | Hugh Jackman: in Performance       | sám sebe      | Kalifornie    |
| 2011 | Hugh Jackman: in Concert           | sám sebe      | Kanada        |
| 2011 | Hugh Jackman: Back on Broadway     | sám sebe      | Broadway      |
| 2014 | The River                          | muž           | Broadway      |
| 2015 | Broadway to Oz                     | sám sebe      | Austrálie     |
| 2019 | The Man. The Music. The Show.      | sám sebe      | světové turné |
| 2020 | The Music Man                      | Harold Hill   | Broadway      |

## Ocenění a nominace
| Rok  | Ocenění                         | Kategorie | Práce                       | Výsledek  |
| ---- | ------------------------------- | --- | --------------------------- | --------- |
| 1998 | Laurence Olivier Award          | nejlepší herec (muzikál)                                                                                                   | Oklahoma!                   | nominace  |
| 1999 | Australian Film Institute Award | nejlepší herec v hlavní roli                                                                                               | Erskineville Kings          | nominace  |
| 1999 | Australian Movie Convention     | australská hvězda roku |                             | vítězství |
| 2001 | Cena Saturn                     | nejlepší herec | X-Men                       | vítězství |
| 2001 | MTV Movie Awards                | objev roku: muž | X-Men                       | nominace  |
| 2001 | MTV Movie Awards                | nejlepší filmový tým (společně s Halle Berryovou, Jamesem Marsdenem a Annou Paquin)                                        | X-Men                       | nominace  |
| 2002 | Zlatý glóbus                    | nejlepší herec v hlavní roli (muzikál/komedie)                                                                             | Kate a Leopold              | nominace  |
| 2004 | Cena Tony                       | nejlepší herec (muzikál)                                                                                                   | The Boy from Oz             | vítězství |
| 2004 | Empire Awards                   | nejlepší herec | X-Men 2                     | nominace  |
| 2004 | Drama Desk Award                | nejlepší herec (muzikál)                                                                                                   | The Boy from Oz             | vítězství |
| 2004 | MTV Movie Awards                | nejlepší souboj (společně s Kelly Hu)                                                                                      | X-Men 2                     | nominace  |
| 2005 | Cena Emmy                       | individuální ocenění za zábavný nebo hudební program                                                                       | 58. ročník udílení Cen Tony | vítězství |
| 2006 | Cena Emmy                       | individuální ocenění za zábavný nebo hudební program                                                                       | 59. ročník udílení Cen Tony | nominace  |
| 2007 | Australian Film Institute Award | nejlepší herec v hlavní roli                                                                                               | Dokonalý trik               | nominace  |
| 2007 | Cena Saturn                     | nejlepší herec | Fontána                     | nominace  |
| 2007 | Helpmann Awards                 | nejlepší herec (muzikál)                                                                                                   | The Boy from Oz             | nominace  |
| 2009 | Cena Emmy                       | nejlepší speciální program (společně s Michaelem B. Seligmanem, Billem Condonem a Laurence Markem)                         | Oscar                       | nominace  |
| 2010 | MTV Movie Awards                | nejlepší souboj (společně s Liev Schreiberem a Ryanem Reynoldsem)                                                          | X-Men Origins: Wolverine    | nominace  |
| 2010 | People's Choice Awards          | nejlepší akční hvězda | X-Men Origins: Wolverine    | vítězství |
| 2010 | People's Choice Awards          | nejlepší filmový tým (společně s Davidem Henneym, Dominicem Monaghamem, Lievem Schrieberem, Ryanem Reynoldsem a will.i.am) | X-Men Origins: Wolverine    | nominace  |
| 2010 | People's Choice Awards          | nejlepší filmový herec |                             | nominace  |
| 2012 | Cena Tony                       | speciální cena Tony |                             | vítězství |
| 2012 | People's Choice Awards          | nejlepší akční hvězda | Ocelová pěst                | vítězství |
| 2012 | People's Choice Awards          | nejlepší filmový herec |                             | nominace  |
| 2013 | Cena Saturn                     | nejlepší herec |                             | nominace  |
| 2013 | Critics' Choice Movie Awards    | nejlepší herec v hlavní roli                                                                                               | Bídníci                     | nominace  |
| 2013 | Critics' Choice Movie Awards    | nejlepší obsazení | Bídníci                     | nominace  |
| 2013 | Filmová cena Britské akademie   | nejlepší herec v hlavní roli                                                                                               | Bídníci                     | nominace  |
| 2013 | Screen Actors Guild Awards      | nejlepší herec v hlavní roli                                                                                               | Bídníci                     | nominace  |
| 2013 | Screen Actors Guild Awards      | nejlepší obsazení | Bídníci                     | nominace  |
| 2013 | Oscar                           | nejlepší herec v hlavní roli                                                                                               | Bídníci                     | nominace  |
| 2013 | Zlatý glóbus                    | nejlepší herec v hlavní roli (muzikál/komedie)                                                                             | Bídníci                     | vítězství |
| 2014 | Empire Awards                   | Empire Ikona |                             | vítězství |
| 2014 | Kids' Choice Award              | nejlepší nakopávač zadků                                                                                                   | Wolverine                   | nominace  |
| 2014 | People's Choice Awards          | nejlepší filmový herec: drama                                                                                              |                             | nominace  |
| 2014 | People's Choice Awards          | nejlepší filmový herec |                             | nominace  |
| 2015 | Cena Emmy                       | nejlepší speciální program (společně s Rickym Kirshnerem a Glennem Weissem)                                                | 68. ročník udílení cen Tony | nominace  |
| 2015 | Kids' Choice Award              | nejlepší filmový herec | X-Men: Budoucí minulost     | nominace  |
| 2015 | Kids' Choice Award              | nejlepší akční hvězda: muž                                                                                                 | X-Men: Budoucí minulost     | nominace  |
| 2017 | Bambi Award                     | Ocenění za "zábavu" |                             | vítězství |
| 2017 | MTV Movie & Television Awards   | nejlepší herecký výkon ve filmu                                                                                            | Logan: Wolverine            | nominace  |
| 2017 | MTV Movie & Television Awards   | nejlepší duo (společně s Dafne Keen)                                                                                       | Logan: Wolverine            | vítězství |
| 2018 | Cena Saturn                     | nejlepší herec | Logan: Wolverine            | nominace  |
| 2018 | Cena Grammy                     | nejlepší soundtrack | Největší showman            | vítězství |
| 2018 | Empire Awards                   | nejlepší herec | Logan: Wolverine            | vítězství |
| 2018 | Zlatý glóbus                    | nejlepší herec v hlavní roli (muzikál/komedie)                                                                             | Největší showman            | nominace  |